# Maître des Études de draperies
Le Maître des Études de draperies (en allemand : Meister der Gewandstudien), aussi connu sous le nom de Maître des Ronds de Cobourg (en allemand : Meister der Coburger Rundblätter) est un peintre et dessinateur allemand connu sous ces noms de convention et actif à Strasbourg à la fin du XVe siècle.
D'après le J. Paul Getty Museum, environ 180 dessins sont attribués à ce maître « très productif »
et « multiforme »,, « ce qui en fait le plus important ensemble de dessins d'un artiste nord-européen avant Albrecht Dürer ». On connaît en outre environ 30 peintures du même artiste.

## Identité de l'artiste
Devant cette quantité d'œuvres, il a été suggéré au moins une fois que le Maître des Études de draperies et le Maître des ronds de Cobourg aient pu être deux personnes distinctes ou même que leur œuvre est attribuable à tout un cercle d'artistes. Nombre de ses dessins étaient considérés, par des historiens de l'art, comme étant de la main d'artistes comme Dürer, Martin Schongauer ou Matthias Grünewald, avec qui il a été identifié à tort.
Le Maître est aussi appelé « Maître des Ronds de Cobourg », à cause de deux dessins circulaires, datant de 1485, et conservés dans le cabinet des estampes de la Veste Coburg, le château-fort de Cobourg en Bavière. Ces dessins sont proches, du point de vue stylistique, de nombreuses autres peintures et esquisses représentant des études des plis dans les drapés de vêtements, comme du pagne du Christ ; c'est de là que le Maître tire son deuxième nom de convention. Le nom de « Maître des Ronds de Cobourg » a été donné par Ernst Buchner (1892–1962) in 1927, le nom de « Maître des Études de draperies » par Friedrich Winkler (1888–1965) en 1930.
Le Maître est actif à Strasbourg, selon les sources, pendant les années 1475–1500 ou 1470-1497, ou encore 1470-1500.

## Peintures
Des chercheurs comme Wilfried Franzen estiment que le Maître peut être identifié à Heinrich Lützelmann, l'auteur de la série de dix panneaux de la Passion du Christ (Strasbourg) (en), une commande de l’Église Sainte-Madeleine de Strasbourg à Strasbourg. D'après Franzen, le Maître est aussi l'auteur d'un deuxième cycle de la Passion de huit panneaux conservés au Landesmuseum de Mayence. Les peintures sont dispersées dans diverses institutions :

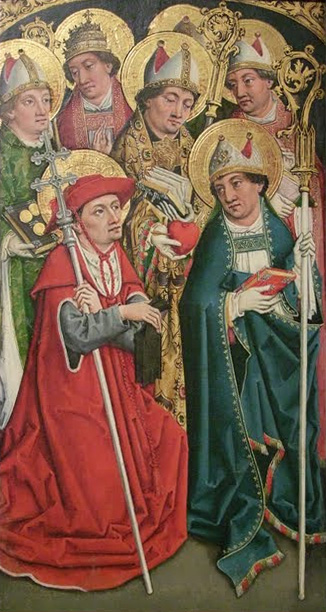
Dignitaires ecclésiastiques, musée de l'Œuvre Notre-Dame.

- Le musée de l'Œuvre Notre-Dame à Strasbourg conserve deux peintures du Maître[12], dont une qui représente sept dignitaires ecclésiastiques.

Quatre volets d'un retable au musée des beaux-arts de Dijon
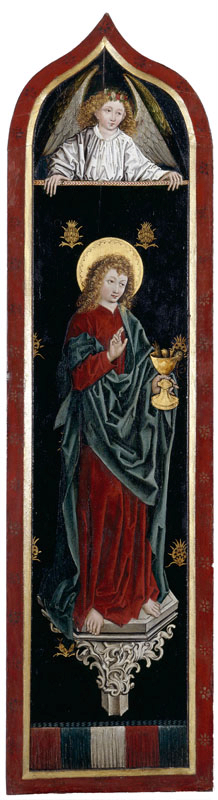
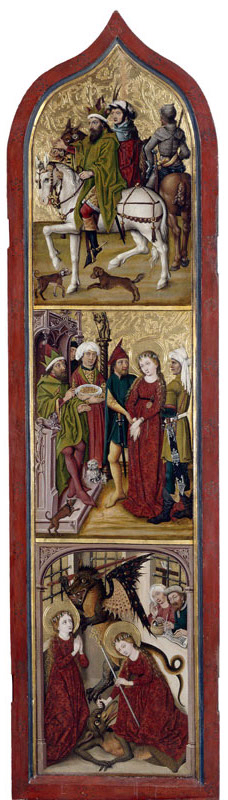
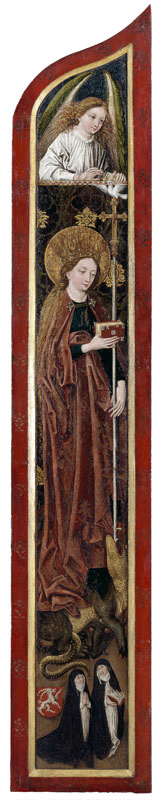
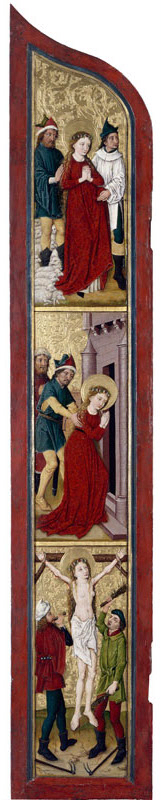
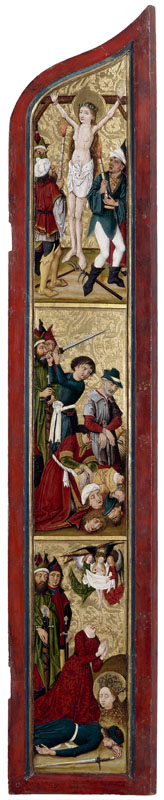
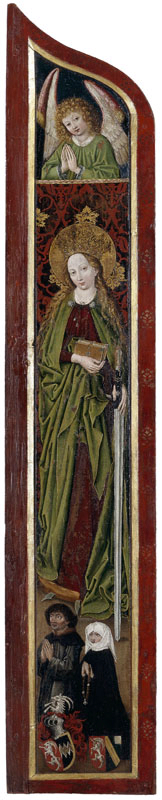
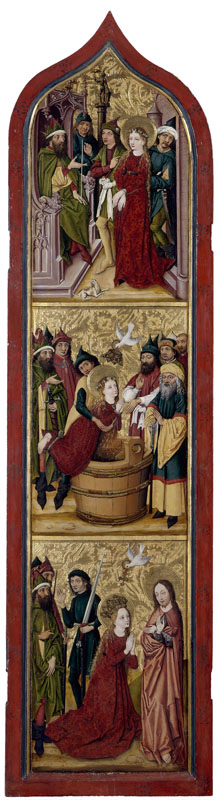
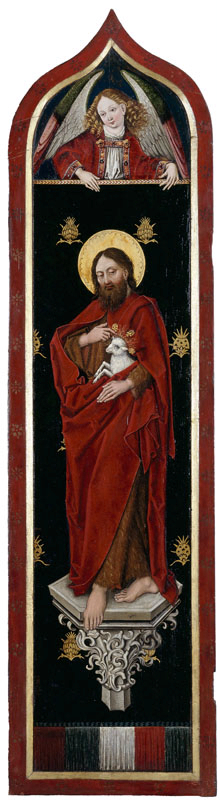

- Le musée des beaux-arts de Dijon possède quatre volets[13] : sur leurs faces externes, les volets présentent saint Jean l’Évangéliste et saint Jean-Baptiste et au verso la légende et le martyre de sainte Catherine ; sur les petits volets centraux, sainte Marguerite et donatrices à gauche, sainte Catherine à droite, avec à ses pieds les donateurs et au dos la légende de sainte Marguerite. Ces volets viennent probablement d'un autel de l'église Saint-Pierre de Strasbourg qui se trouvait à l'origine à l'église de la Madeleine.
- Le musée J. Paul Getty possède une peinture[14] qui représente un Trinité avec la Vierge, saint Jean l'Évangéliste deux autres saint et le donateur, mais qui est attribuée à l'atelier de Peter Hemmel von Andlau.

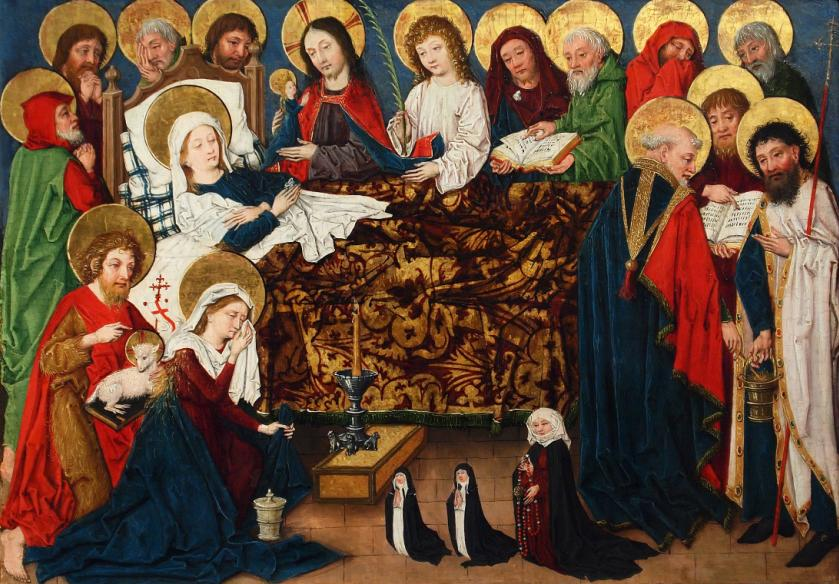
Dormition de la Vierge, Musée national de Cracovie.

- Le musée national de Cracovie possède une Dormition[15],
- Le musée des beaux-arts de Lyon conserve une peinture[16] qui est un trône de grâce,
- et la Staatliche Kunsthalle Karlsruhe un triptyque[17] dédié à sainte Élisabeth.

## Dessins
Une grande partie des environ 180 dessins du Maître sont reliés à des vitraux de l'atelier de Peter Hemmel von Andlau travaillant à Strasbourg, même s'il n'est pas clair si les dessins sont des copies des vitraux ou au contraire des esquisses préparatoires à leur fabrication,. Hemmel a aussi conçu des vitraux pour l’église Sainte-Madeleine de Strasbourg (en 1480–1481) pour laquelle le Maître a peint sa Passion du Christ (entre 1485 et 1490), son œuvre la plus grande. Plusieurs dessins (seize en tout) sont conservés au Département des arts graphiques du Louvre, le British Museum en possède huit, d'autres musées en possèdent, comme le Metropolitan Museum of Art, le musée de l’Albertina (musée), et le Musée Unterlinden. Le cabinet des estampes et des dessins conserve cinq dessins. L'Ecole des Beaux-Arts de Paris conserve le dessin Etudes de saint Etienne et sainte Barbe (plume et encre brune, H. 0,207 ; L. 0,264 m). La figure de saint Etienne a été rapprochée du dessin Saint Laurent, saint Etienne et saint Martin du Maître (musée du Louvre), qui reprend lui-même scrupuleusement le modèle du martyr gravé par Martin Schongauer, Saint Etienne (estampe, British Museum, Londres). Pour la sainte Barbe, l'artiste s'inspire du dessin de Schongauer, Sainte Ursule aux côtés de la Vierge à l'Enfant et de saint Jude Thaddée (musée du Louvre). 

Dessins du Cabinet des Estampes et des Dessins
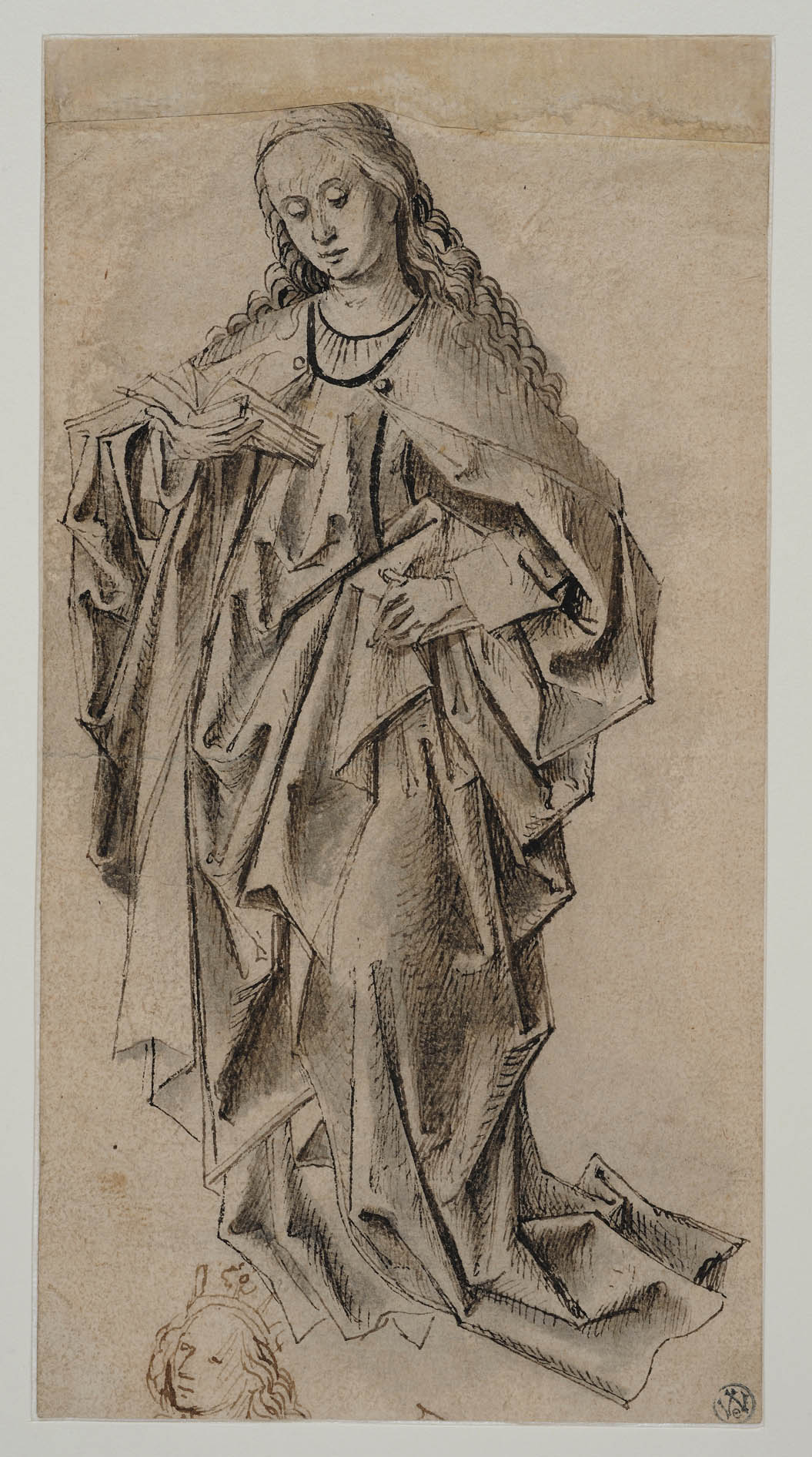
Maître des études de draperies, Sainte lisant debout, vers 1480
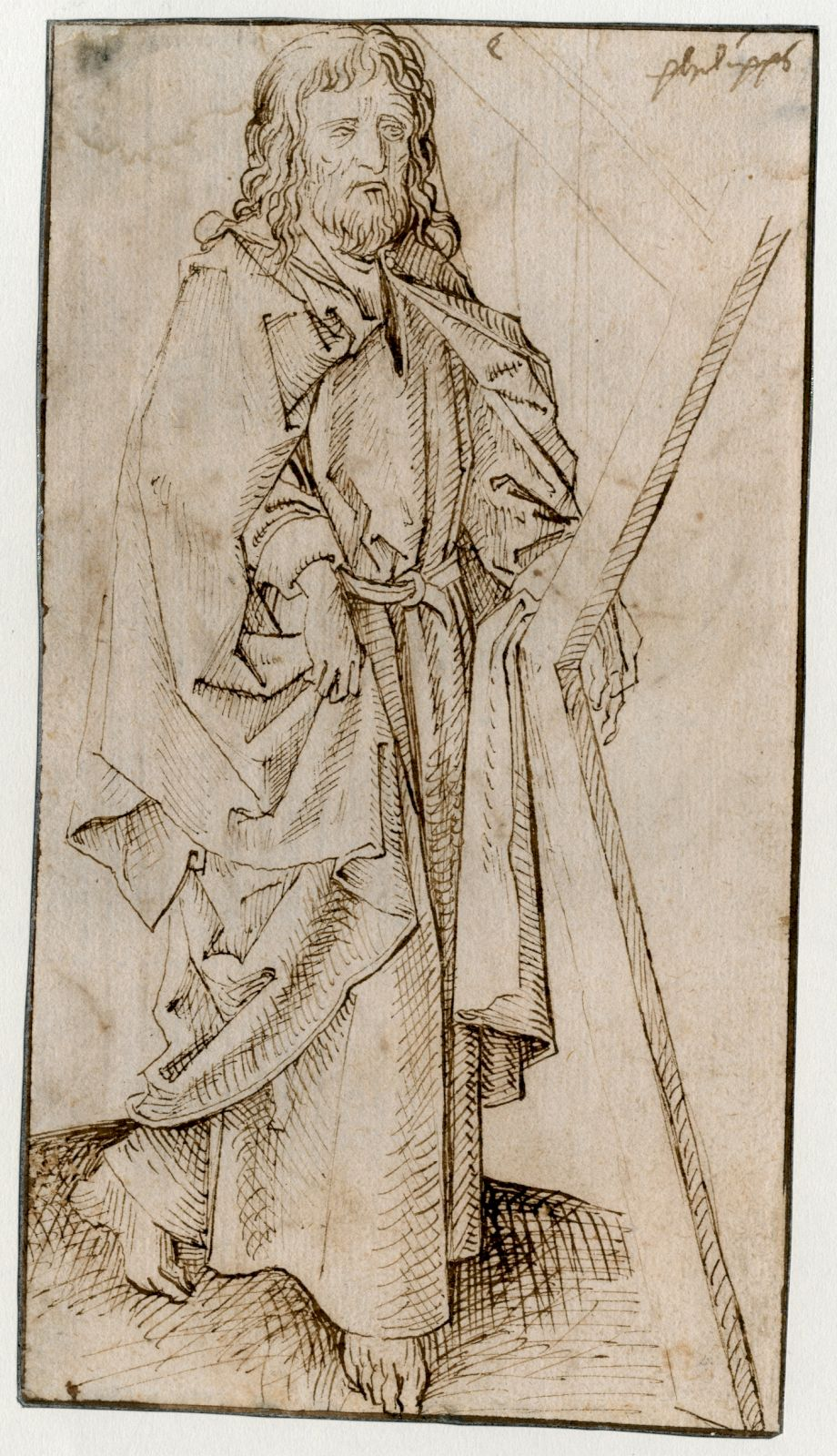
Maître des études de draperies, Saint André, vers 1480
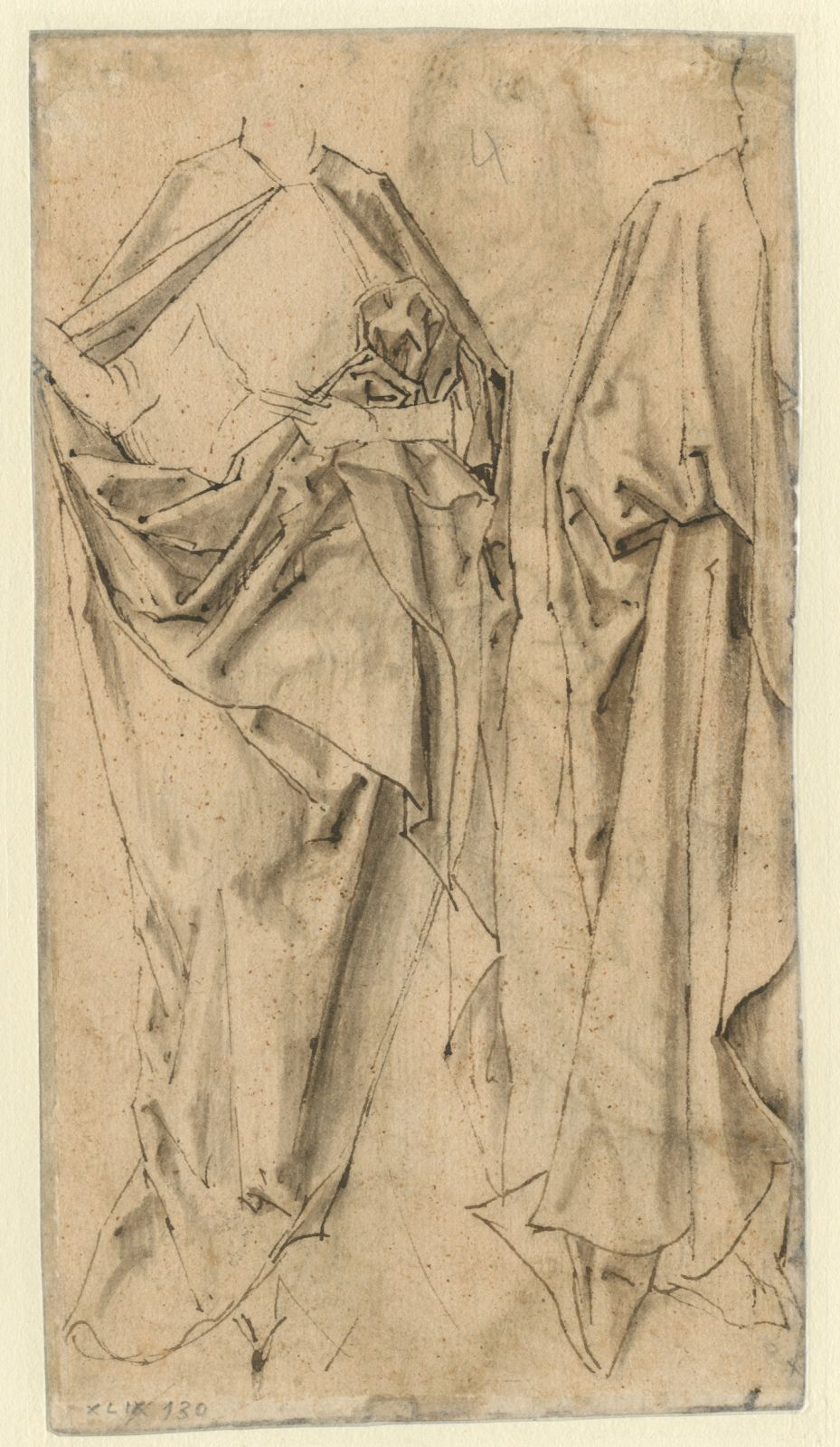
Maître des études de draperies, études de drapés, vers 1480
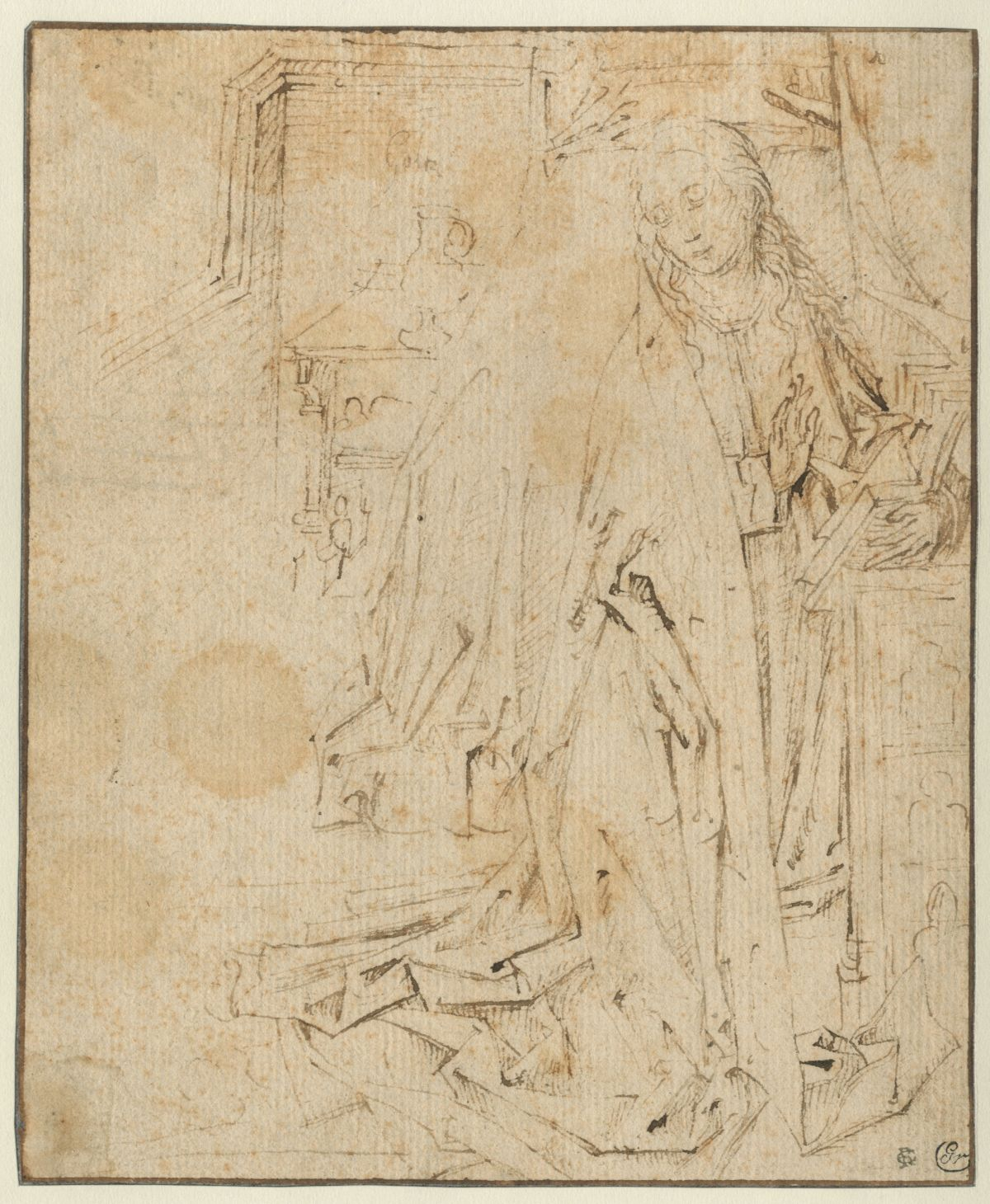
Maître des études de draperies, Annonciation, vers 1480
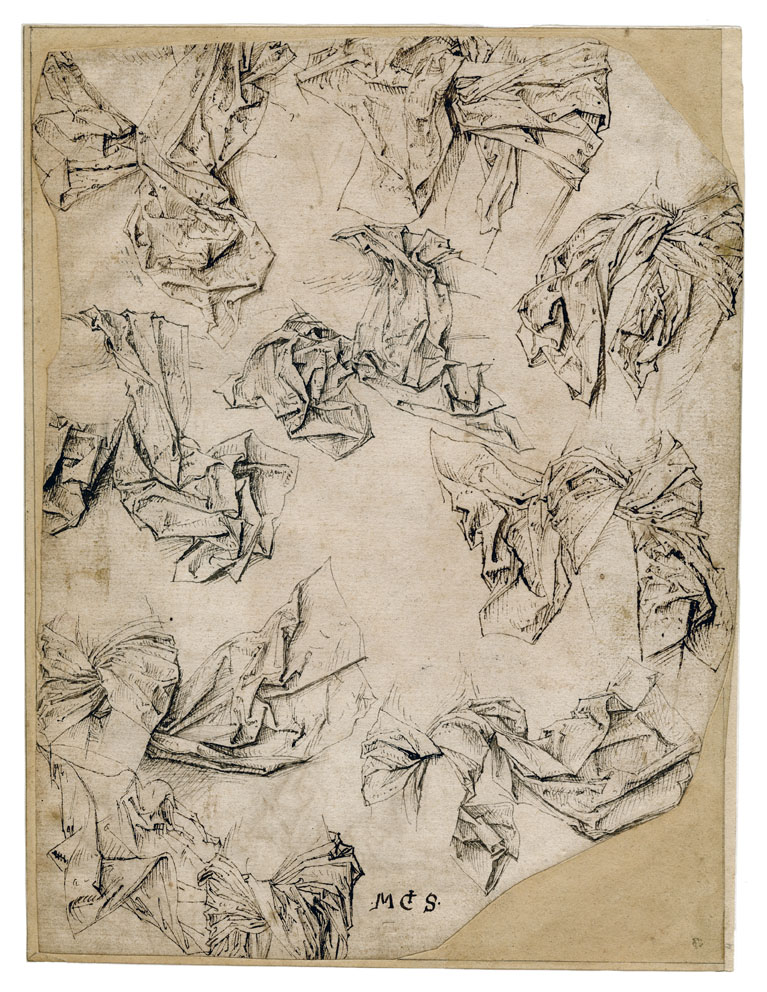
Maitre des études des draperies Drapés, neuf études de perizoniums